# Gastrotheca griswoldi
Gastrotheca griswoldi é uma espécie de anura da família Hemiphractidae.
É endémica de Peru.
Os seus habitats naturais são: campos rupestres subtropicais ou tropicais, terras aráveis e pastagens.